# Wilhelm Eduard Albrecht
Wilhelm Eduard Albrecht (Elbing, 4 marzo 1800 – Lipsia, 22 maggio 1876) è stato un giurista tedesco.
Studioso di diritto dall'acume eccezionale, fu presto promosso insegnante a Königsberg e Gottinga, firmò una protesta contro l'abolizione della Costituzione e fu per questo radiato e riabilitato a Lipsia. Uno dei Sette di Gottinga.
Visto il suo spiccato patriottismo e la sua profonda conoscenza del diritto, fece parte dell'Assemblea Nazionale di Francoforte e padre della Costituzione (1848).

## Opere
- Die Gewere als Grundlage des älteren deutschen Sachenrechts. Königsberg 1828